# سید علی‌محمد باب
سیّد علی‌محمد شیرازی (۲۷ مهر ۱۱۹۸ هـ. ش – ۱۷ تیر ۱۲۲۹ هـ. ش) که با لقب باب نیز شناخته می‌شود، به اعتقاد بهائیان قائم اسلام، پیامبر جدید و بنیان‌گذار دین بابی بود. با اتمام هزاره اول پس از درگذشت حسن عسکری، امام یازدهم شیعیان در سال ۲۶۰ هـ ق، او جنبش بابی را در ایران بنیان گذاشت و پیروانی از قشرها و اصناف جامعه از مناطق مختلف ایران را به خود جذب کرد. باب دعاوی خود را به تدریج ظاهر ساخت. در سال ۱۲۶۰ هجری قمری ادعا کرد که باب است و ۴ سال بعد ادعا کرد که خود مهدی است. دو سال بعد، حکومت قاجار سید علی‌محمد باب در سن ۳۱ سالگی پس از آنکه خود را «مظهر الهی» نامید و کتاب بیان را در بنیاد نهادن دینی جدید نوشت، به فرمان امیرکبیر اعدام شد .
باب خود را پیامبری جدید و بشارت دهندهٔ دینی که قرار است پس از او توسط «من یُظهِره‌الله» (آنکه خداوند او را ظاهر خواهد ساخت)، ظاهر شود خواند و بارها در آثار خود به ظهور او اشاره کرد. به اعتقاد بهاییان باب مبشر آئین بهائی بوده و «مَن یُظهِرُه‌الله» همان بهاءالله پیامبر این آئین است. اکثر بابیان بعد از اعدام باب به آئین بهائی گرویدند. از القاب باب می‌توان به «نقطه اولی» و «مبشر امرالله» و «سید ذکر» اشاره کرد.
باب همچنین در آثارش بر بهبود وضعیت زنان، حذف روحانیت، جستجوی مستقل حقایق معنوی، سیر تکاملی و تداوم ظهور ادیان، مدرن سازی آموزش و پرورش، و اهمیت اخلاق تأکید می‌کرد.

## زندگی

### دوران کودکی و جوانی
سیّد علی‌محمد شیرازی پیش از سحر اول محرم ۱۲۳۵ در محله بازار مرغ، شیراز به دنیا آمد. پدرش میرزا محمدرضا پسر میرزا ابوالفتح و مادرش فاطمه بیگم بودند. پدر باب که بزاز بود و در محله بازار وکیل شیراز حجره داشت، در نخستین سال‌های زندگی باب درگذشت و او در خانه دایی‌اش -علی‌محمد- که وصی پدرش نیز بود، بزرگ شد. علی‌محمد او را در ۵ یا ۶ سالگی برای یادگیری مقدمات فارسی به مکتب‌خانه فرستاد. معلم مکتب مشهور به «شیخ عابد» و شیخی بود. باب بعد از ۶ یا ۷ سالی تحصیل در آن مکتب خانه محلی، در سن پانزده سالگی تجارت خانوادگی را پی گرفت. او در این زمان به همراه دایی‌اش به بوشهر رفت. او مدتی در بوشهر شاگرد تجارتخانه دایی‌اش بود. تقریباً ۲۰ ساله بود که جهت زیارت به عراق سفر کرد و نزدیک یک سال (۱۸۳۹–۱۸۴۰) را در آن جا و اکثراً در کربلا گذراند و در طول آن مدت در کلاس‌های سید کاظم رشتی -پیشوای مکتب شیخیه- شرکت کرد. وی کمی بعد، به اصرار خانواده‌اش به شیراز بازگشت. باب دست کم در دو جا در آثار خود، از رشتی با عنوان «معلم من» (معلمی) یاد می‌کند. باب در سن بیست و دو سالگی ازدواج کرد و به واسطهٔ این ازدواج فرزندی به نام احمد داشت که در نوزادی درگذشت.

### شروع جنبش بابی
در سال ۱۷۹۰ میلادی در ایران، احمد احسایی مکتب جدیدی را بنیان نهاد که به شیخیه معروف است. پیروان او که شیخی نامیده می‌شدند، مثل اکثر شیعیان منتظر قیام مهدی یا امام دوازدهم بودند. بعد از مرگ احمد احسایی، رهبری شیخیه به یکی از شاگردان او به نام سید کاظم رشتی (۱۷۹۳ میلادی - ۱۸۴۳ میلادی) واگذار شد. سید کاظم رشتی قبل از مرگ، به شاگردانش سفارش کرده بود که به دنبال «حق» بگردند. او به شاگردانش گفته بود که قائم به زودی ظهور خواهد کرد. وی برای خود جانشینی تعیین نکرده بود و کمی قبل از فوتش به شاگردانش گفته بود «آیا نمی‌خواهید من بروم تا «حق» ظاهر شود؟» در میان شاگردانش فردی بود به نام ملا حسین بشرویه ای. سید کاظم او را مأمور کرده‌بود که برای مذاکره با سید شفتی و میرزا عسکری (از روحانیون برجسته آن روزگار) به اصفهان و خراسان برود بعد از برگشت او از ایران، استاد او دیگر در قید حیات نبود. از نظر ملا حسین بشرویه‌ای نه میرزا محیط کرمانی و نه میرزا حسن گوهر، هیچ‌کدام نمی‌توانستند پیشوائی باشند که او انتظار داشت. بدین جهت مطابق شریعت اسلام به مدت ۴۰ روز به حال اعتکاف در مسجد کوفه به سر برد. در این زمان یکی دیگر از علمای شیخی به نام ملا علی بسطامی با عده‌ای دیگر به مسجد وارد می‌شوند و آن‌ها هم در اعتکاف شرکت می‌کنند. بعد از خاتمه ۴۰ روز ملاحسین که زودتر اعتکاف را شروع کرده بود با دوستان خود عازم ایران می‌شود. ملا حسین بشرویه ای در تاریخ ۲۳ مه ۱۸۴۴ به شیراز می‌رسد و در آن جا با باب دیدار می‌کند.
ملاحسین در دیدار با سید علی‌محمد شیرازی به او می‌گوید که طبق دستورها و راهنمایی‌های استاد فقید خود به دنبال قائم موعود است و علائم قائم را طبق گفته‌های استادش برای سید علی‌محمد شیرازی بازگو می‌کند. سید علی‌محمد شیرازی در پاسخ می‌گوید که این نشانه‌ها در او هویداست. باب موفق می‌شود تا بشرویه‌ای را متقاعد نماید که او قائم موعود است. بعد از چند سؤال و جواب و نزول سریع کتابِ «قَیّوم الاسماء» (تفسیر سوره یوسف) توسط سید علی‌محمد شیرازی، ملاحسین بشرویه‌ای به او ایمان می‌آورد. به دنبال او عده‌ای دیگر از شیخیان به شیراز می‌آیند، به باب ایمان آورده و از حروف حی (حواریون باب) محسوب می‌شوند.

### حروف حی
حروف حَی، لقبی است که به ۱۸ نفر از اولین ایمان آورندگان به سید علی‌محمد باب اطلاق می‌شود. حرف در آثار باب، در معنای وجود انسانی به کار رفته‌است. برای مثال، منظور از حروف انجیل و حروف فرقان در آثار او، مؤمنین به ظهور مسیح و محمد هستند.

لفظ «حی» بدون احتساب تشدید از لحاظ ارزش عددی در حساب ابجد برابر با هجده‌است و لذا عبارت «حروف حی» بمعنای هجده تن مؤمنین اولیه می‌باشد. همچنین باب، خود و هجده نفر حروف حی را «واحد اول شریعت بیان» نامیده‌است؛ واحد به حساب ابجد برابر با عدد ۱۹ است و معنی یگانگی و وحدت می‌دهد. حروف حی مأمور بودند که پیام بابیت آیین بیان را تبلیغ و منتشر کنند. 
حروف حی عبارتند از:

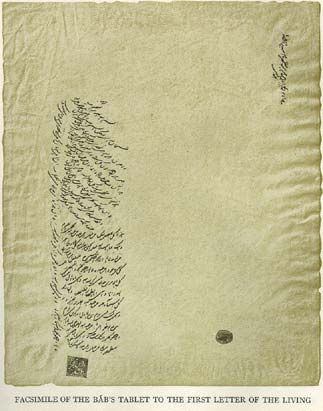
لوح حروف حی به خط سید علی‌محمد باب

- ملاحسین بشرویه‌ای، اولین کسی که به باب ایمان آورد.[۱] پس از ایمان آوردن او تا مدت ۵ ماه، ۱۷ نفر دیگر نیز به باب ایمان آوردند. این ۱۸ نفر از پیروان اولیهٔ او حروف حی نامیده می‌شوند.[۳۳][۳۴]
- میرزا محمد حسن بشرویه ای، برادر کوچک ملاحسین بشرویه ای[۳۳][۳۴]
- میرزا محمد باقر بشرویه ای، خواهرزاده ملاحسین بشرویه ای[۳۳][۳۴]
- ملا علی بسطامی (دوم من آمن) عالم مشهوری که برای تبلیغ به دو قطب عالم شیعه یعنی کربلا و نجف فرستاده شد.[۳۵] او در نجف نامه‌ای از طرف باب به شیخ محمد حسن نجفی رهبر برجسته شیعه آن دوره رساند. بسطامی به دلیل تبلیغ آئین جدید در عراق تکفیر و محاکمه شد و بعد از انتقال به استامبول در آنجا زندانی شد. او کمی بعد در اواخر سال ۱۸۵۶ در زندان درگذشت.[۳۵][۳۶]
- ملا خدابخش قوچانی ملقب به ملا علی[۳۳][۳۴]
- ملا حسن بجستانی[۳۳][۳۴] که بعد از کشته شدن باب در اعتقادات بابی تردید نمود و در نهایت از این اعتقاد برگشت.[۳۷]
- سید حسین یزدی[۳۳][۳۴]
- میرزا محمد روضه خوان یزدی[۳۳][۳۴]
- شیخ سعید هندی[۳۳][۳۴]
- ملا محمود خوئی[۳۳][۳۴]
- ملا جلیل ارومی[۳۳][۳۴]
- ملا احمد ابدال مراغه ای[۳۳][۳۴]
- ملا باقر تبریزی[۳۳][۳۴]
- ملا یوسف اردبیلی[۳۳][۳۴]
- میرزا هادی قزوینی، برادر بزرگتر ملا محمدعلی قزوینی[۳۳][۳۴]
- میرزا محمّد علی قزوینی، شوهر خواهر طاهره قرّةالعین[۳۳][۳۴]
- زرین تاج برغانی (طاهره قرةالعین)، که تنها زن در میان حروف حی بود و بعداً به او لقب «طاهره» داده شد.[۳۸] وی همچنین هیچگاه نتوانست باب را حضوری ملاقات کند.[۳۹][۴۰]
- ملامحمدعلی بارفروشی (ملقب به قدوس)، زاده ۱۲۳۸ هجری قمری و از شاگردان سیدکاظم رشتی، که آخرین فرد از حروف حی بود. بارفروشی در ماجرای بدشت، نقش مخالف قرةالعین را داشت. طاهره اما سرانجام توانست نظر قدوس را در نسخ قوانین اسلامی به‌دست آورد.[۳۹] سرانجام بارفروشی در سن ۲۷ سالگی پس از پایان واقعه شیخ طبرسی و انتقال به بابل در تاریخ ۲۳ مه ۱۸۴۹ در آنجا اعدام شد.[۴۱]

بعد از اینکه تعداد حروف حی به ۱۸ نفر رسید، سید علی‌محمّد شیرازی به همراه محمدعلی بارفروشی (هجدهمین حرف حی) برای زیارت خانهٔ کعبه عازم شد و پس از ۹ ماه دوباره به بوشهر در تاریخ ۱۵ مه ۱۸۴۵ بازگشت و تا اواسط ژوئیه در آنجا ماند. در میان اسامی حروف حی، اختلافاتی در منابع بهائی نقل شده‌است.

### دستگیری
حکومت و روحانیون ابتدا توجه زیادی به حرکت بابی نکردند اما در اواخر تابستان ۱۸۴۵ میلادی وقتی از گسترش سریع آن آگاه شدند، تصمیم به کنترل آن گرفتند؛ باب در این زمان تازه از مکه به بوشهر آمده بود.
به همین خاطر حاکم فارس عده‌ای از مأموران خود را از شیراز عازم کرد تا هرکجا که می‌توانند او را بیابند و توقیفش کنند. مأموران در بین راه بوشهر و شیراز باب را دستگیر و به شیراز آوردند. او در برابر حاکم توسط سر دسته روحانیون مورد بازپرسی قرار گرفت و توسط وی مرتد اعلام شد و دستور داده شد که او باید با فلک تنبیه شود و در خانه عبد الحمید خان داروغه محبوس شود. بعد از آن، سید علی‌محمد شیرازی به ضمانت دایی خود به منزل او رفت.
از وقایع مهم قبل از ورود باب به شیراز حضور و فعالیت‌های بعضی از پیروان اولیه باب در شیراز بود. یکی از پیروان او به اسم ملّا صادق خراسانی که از شاگردان سید کاظم رشتی بود و به مقام اجتهاد رسیده بود طبق دستور باب، این جمله را در شیراز به اذان اضافه کرد: أشهد أن علیاً قبل نبیل باب بقیةالله، یعنی شهادت می‌دهم که علی‌محمد، باب بقیةالله است. علمائی که در اول صف نماز بودند برآشفتند و خواستار تنبیه مسبب واقعه شدند. حاکم شیراز، حسین خان آجودان باشی، ملّا صادق را دستگیر کرد، او را هزار تازیانه زد. قدوّس نیز که قسمت‌هایی از «قیوم الاسماء» را که خطاب به سلطان و صدر اعظم و ملوک و ابناء ملوک بود بر سر منبر خوانده بود مورد غضب حاکم قرار گرفت. حسین خان ملّاصادق، قدوّس و یکی دیگر از پیروان باب به اسم ملّا علی اکبر اردستانی را شکنجه و از شیراز اخراج کرد.

### عزیمت به اصفهان
پس از مدتی، بیماری وبا در شهر شیراز مُسری شد و در همین حین باب را آزاد کردند به شرط آنکه از شیراز خارج شود. وی در تاریخ سپتامبر ۱۸۴۶ به اصفهان عزیمت کرد. در ابتدا در اصفهان در منزل امام جمعهٔ آن شهر ساکن شد. حاکم اصفهان در آن موقع منوچهرخان معتمدالدوله بود و او علی‌محمد باب را با احترام پذیرفت و مدت یک سال از او مهمانداری و حمایت کرد. ادوارد براون در این خصوص می‌نویسد: داروغه شیراز در این امر همراهی کرد در غیر اینصورت انتقال زندانیش به همراه دو تن از پیروانش به شهر ثانی (اصفهان) محال بود. این واقعه حدوداً در ماه مه ۱۸۴۶ رخ داد. به مدت تقریباً یک سال باب در اصفهان ماند. او تحت حمایت قویترین اشراف آن زمان بود که هم قادر و هم خواهان پشتیبانی و حمایت او از کینه‌ورزی‌های دشمنانش بودند که در بین آن‌ها روحانیون خطرناک‌ترین بودند. اما در اوایل سال ۱۸۴۷ حامی او فوت کرد و گرگین خان که جانشین دولت اصفهان شد حس مشابهی با حاکم قبلی نداشت و فوراً باب را تحت یک همراهی مسلحانه به تهران که در آن زمان تحت حکومت محمد شاه و وزیرش میرزا آقاسی بود فرستاد.

### تبعید به ماکو

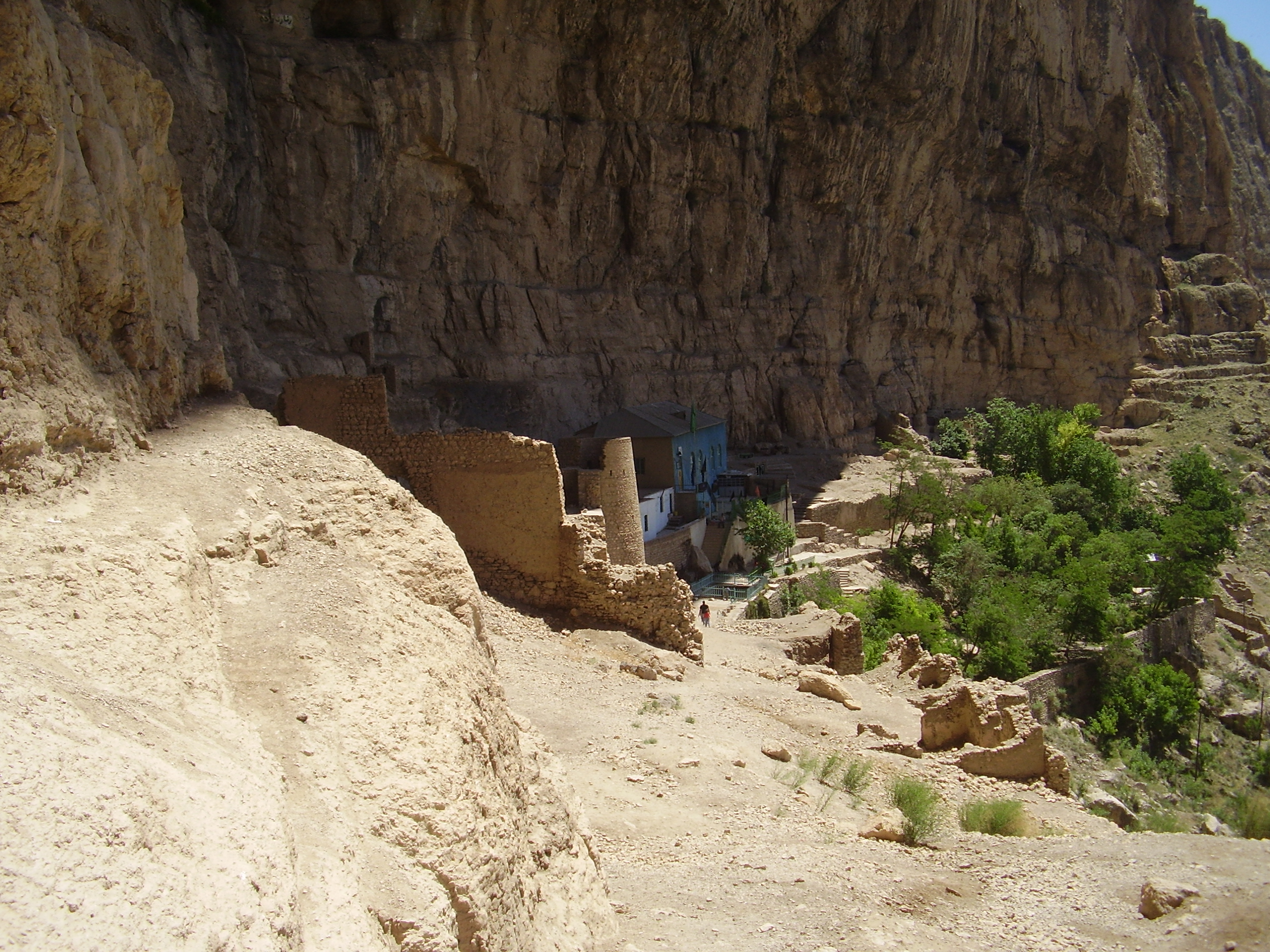
بازمانده‌های قلعه ماکو در سال ۱۳۸۷

باب پس از مدتی و در ژانویه ۱۸۴۷ به دستور محمّد شاه قاجار به سمت تهران حرکت کرد. اما صدر اعظم او حاجی میرزا آقاسی از حضور سید علی‌محمد باب در تهران نگران شد و با شاه تصمیم گرفتند بدون این که باب وارد تهران شود او را به ماکو، واقع در شمال غربی ایران بفرستند. به گفتهٔ محمدعلی ناظم‌الشریعه، باب در ماکو تعالیم نقطویه را آموخت و آن‌ها را مستقیماً در کتاب بیان وارد کرد. گرچه این قضیه ثابت نشده‌است، اما شباهت‌های غیرقابل انکاری بین نقطویه و بابیه وجود دارد: باورهایی در مورد انتقال روح، افراط در تاویل قرآن و احادیث، ادعای نسخ شریعت اسلام، و علاقهٔ شدید به عدد ۱۹.
به همین دلیل سید علی‌محمد شیرازی بعد از گذراندن مدت زمانی در خارج از شهر تهران و بدون آنکه بتواند با شاه ملاقات داشته باشد، بنا بر نامه‌ای از طرف شاه به تبریز تبعید شد و سپس در قلعهٔ ماکو در منطقه‌ای به همین نام زندانی شد. آن مکان به گمان حاجی میرزا آقاسی از این جهت مناسب بود که اکثر مردم آنجا سنی مذهب و ترک‌زبان بودند و محصور میان دول روس و عثمانی و بعید از همه جا بود و در نتیجه کسی به سوی باب جذب نمی‌شد؛ ولی حتی در ماکو هم نتوانستند مانع تماس باب با طرفدارانش شوند و در آنجا نیز نامه‌هایی به باب می‌رسید یا طرفدارانش به ملاقات او می‌آمدند. علی‌خان در آن زمان فرماندار ماکو بود و به‌زودی بعد از رسیدن او به ماکو، باب به تبریز احضار شد و دوباره در ارتباط با تعالیمش توسط برخی از روحانیون ارشد مورد بازجویی قرار گرفت. باب حدود شش ماه در ماکو ماند و سپس دولت که فهمید پیروانش هنوز در دستیابی به او موفق هستند، او را برای حبسی شدیدتر به قلعه چهریق فرستاد.

### انتقال به تبریز و عودت به چهریق

محل برگزاری جلسه علما با سید علی‌محمد شیرازی در تبریز که اکنون به نام مسجد صاحب‌الامر شناخته می‌شود.

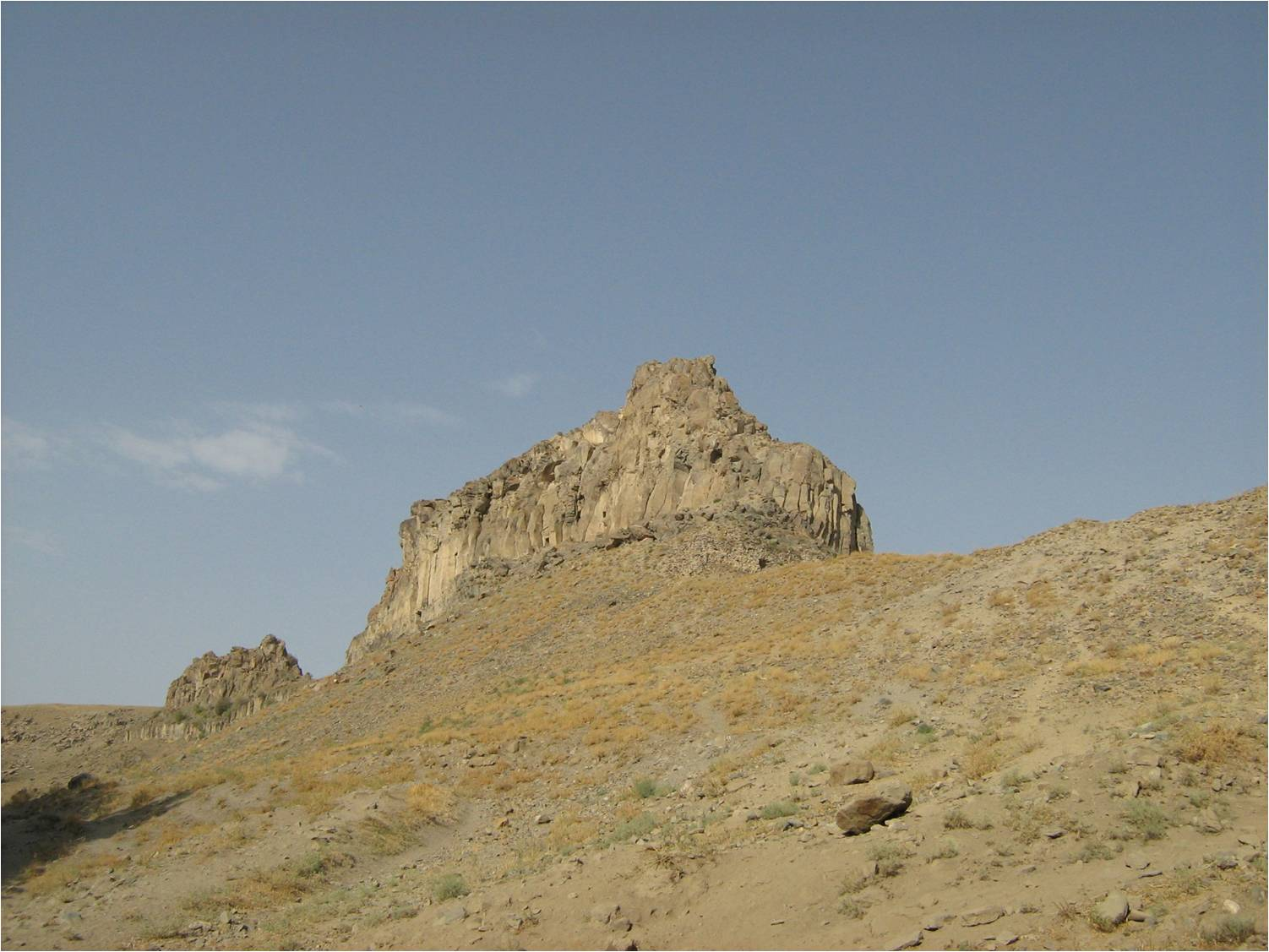
بازمانده‌های قلعه چهریق در سال ۲۰۰۸ میلادی که در کنار رودخانه زولا در شهرستان سلماس قرار دارد

بازمانده‌های سنگچین‌های قلعه چهریق (محل زندان سید علی‌محمد شیرازی) در سال ۱۳۹۰

باب را مجدّداً به تبریز فرستادند و به علما دستور داده شد تا حکم نهایی را در مورد او صادر نمایند. علما هم مجلسی با حضور ناصرالدین میرزا ولیعهد محمدشاه تشکیل دادند و در آن مجلس از باب سوالاتی در مورد ادعای او پرسیدند. ادوارد براون می‌نویسد: اقدام قانونی علیه باب تماماً با شرم‌آورترین بی‌انصافی‌ها و بی‌احترامی‌ها همراه بود. آن‌ها به او گفتند: «اگر تو دروازه دانش هستی البته باید قادر باشی به هر سؤالی که ما انتخاب می‌کنیم و می‌پرسیم جواب دهی.» و بی‌درنگ شروع به پرسش دربارهٔ اصطلاحات و ریزه‌کاری‌های فنی طب، دستور زبان، فلسفه و منطق و امثال آن کردند. به‌گفته عباس امانت، استاد تاریخ دانشگاه ییل، ناصرالدین میرزا، ولیعهد آن زمان پس از محاکمه تبریز حس کرد یا می‌باید در برابر روحانیون قدرتمند تبریز بایستد یا از آن خطرناک‌تر منتظر ناآرامی از طرف پیروان باب باشد. در این بین مشاوران وی تدبیری پیشنهاد کردند که پزشکان خود را بفرستد تا باب را معاینه کنند. تشخیص آن‌ها قابل پیش‌بینی بود و به گفته ویلیام کورمیک، یکی از پزشکان مخصوص وی، تدبیری مصلحت‌آمیز برای نجات جان باب بود. آن‌ها با نظری دایر بر جنون باب، خواستند جان باب را نجات دهند. کورمیک سال‌ها بعد نوشت: «گزارش ما در آن موقع به شاه به گونه‌ای بود که جان او [یعنی باب] را نجات دهد.» به‌گفته مک ایون باب به‌صورت غیررسمی در مجلس علما از سوی بسیاری از علمای حاضر محکوم به مرگ شد. اما رأی بر جنون در این زمان مطرح شد تا مانع اعدام باب شوند. محمد ترابیان در کتاب حالات و مقالات استاد شهاب فردوسی در این خصوص می‌نویسد: «اینکه در برخی کتاب‌ها نوشته‌اند سید باب مخبط و مجنون بوده‌است از انصاف و عدالت دور است زیرا همهٔ آثار او حکایت از یک مجذوب فریفته به افکار خود دارد و در همه موارد به مقدسات اسلامی جداٌ احترام می‌گذارد و به اصول و نوامیس اخلاقی و اجتماعی کاملاً متوجه‌است و مطلقاً علایم جنون در آثار وی دیده نمی‌شود.»
ادوارد براون می‌نویسد:
به همین دلیل باب به زور از قلعه چهریق به تبریز برده شد و یک بار دیگر در برابر قضاتی که حکمشان نتیجه قطعی بود مورد بازخواست قرار گرفت. محکمه‌ای که او اکنون به آن تن درداده بود چیزی جز یک سری اهانت‌ها و بی‌احترامی‌های مکرر نبود. به هر حال شکنجه‌گران او نگران گرفتن یک نتیجه بودند و آن اینکه رسماً باب را وادار کنند از تعالیمی که می‌آموزد صرف نظر کند. اما آن‌ها قادر به انجام آن نشدند.
مسیو نیکلا منشی اول سفارت فرانسه در ایران می‌نویسد:
بنابراین معلوم می‌شود که باب به‌سختی در محبس می‌گذراند و شکایت دارد و نسبتاً مدت آنهم طولانی بوده‌است زیرا که برحسب مدارکی که ما شرح دادیم در سال ۱۲۶۴ به ماکو رفت و اجرای قتلش در ۲۷ شعبان ۱۲۶۶ واقع شد مطابق با ۸ ژوئیه ۱۸۵۰. ولی قبل از اجرای قتل، محبس او را تغییر دادند و از ماکو به قلعه چهریق بردند.
در صفحه بعد از ۱۳۲ کتاب نقطةالکاف که به همت ادوارد براون منتشر گردیده‌است در ذیل تصویر این قلعه و رودخانه نوشته شده‌است.
قلعه چهریق در نزدیک ارومیه در آذربایجان که میرزا علی‌محمد باب قبل از اعدام در آنجا محبوس بوده و به جبل شدید از آن تعبیر می‌کند.
در اینجا فقط با نامه‌ای مخفی شده در گردو یا نوشته‌هایی که به صورت ضدآب دوخته شده بودند و در شیر غوطه ور شده بودند و امثال این‌ها ارتباط بین باب و پیروانش ممکن بود. باب که اکنون محکوم به بیش از سه سال حبس شدید شده بود، عملاً نمی‌توانست به‌طور مستقیم مسئول گرایش پیروانش به دفاع مسلحانه باشد. با این وجود دولت او را سرچشمه آن تعالیمی می‌دانست که کل امپراتوری ایران را دچار تشنج کرده بود و تصمیم به مرگ او گرفت. آنان تصور می‌کردند که با مرگ او کل جنبش باید از هم بپاشد.

### مرگ محمدشاه
در اکتبر سال ۱۸۴۷ میلادی محمد شاه، پادشاه ایران درگذشت. پس از به سلطنت رسیدن ناصرالدین شاه، علماء که از مهار اختیارات خود توسط میرزا آقاسی و عدم شدّت عمل او در برابر بابیان در سال‌های پایانی حکومت محمد شاه خشمگین بودند اینک با همراهی وزیر جدید، امیرکبیر، به قلع و قمع بابیان پرداختند.
در شهرهای دور افتاده جمیع طعمه شمشیر شدند و از قتل و غارت جان سالم بدر نبردند ولی در شهرهایی که جمعیت بابیان بالنسبه زیاد بود مثل یزد، نیریز، زنجان و ولایت مازندران بابیان اقدام به دفاع کردند. در واقعه زنجان، چیزی نمانده بود که تمام قوای دولتی ایران از بابیان شکست بخورند. ادوارد براون زمان مرگ شاه را سپتامبر ۱۸۴۸ می‌داند.

### واقعه بدشت
ادوارد براون می‌نویسد:ملاحسین بشرویه‌ای به سرعت به سمت روستای بدشت پیشرفت که در نزدیکی مرز استان مازندران قرار داشت و در آنجا با گروه دیگری از هم دینان خویش به رهبری ملا محمدعلی بارفروشی متحد شد. اصلاحات اجتماعی باب که زنان را در رتبه برابری با مردان بالا برد موجب گردید که زرین تاج دختر ملا محمد صالح قزوینی که به نام قرةالعین معروف بود نیز به سمت تعالیم و آموزش‌های باب جذب شود. اکنون در میان بابی‌ها در انجمن بدشت ظاهر شد. تصمیم گرفته شد و معین گردید که این زن خوش بیان، شجاع و زیبا متعهد به تشویق و ترغیب وفاداران شود. به گفته ریچارد فولتز، این طاهره بود که در تهران به فکر تشکیل جلسه‌ای با حضور همه بابی‌های سرشناس افتاد. برجستگان بابی دعوت او را پذیرفتند و در ربیع‌الثانی سال ۱۲۶۴ هجری قمری و هم‌زمان با محاکمه سیدعلی‌محمد باب در آذربایجان، این اجتماع در روستای بَدَشت از توابع شاهرود که روستایی در تقاطع راه تهران-مشهد و راه مازندران-هزارجریب-شاهرود بود تشکیل شد. دربارهٔ اهداف تجمع بابیان در بدشت، افسانه نجم‌آبادی گفته‌است که به‌دنبال شدت گرفتن سرکوب بابیان، رهبران بابی در بدشت جمع شدند تا در مورد سمت و سوی آینده آئین جدید تصمیم بگیرند. از دیدگاه ئوآن کول، هدف از گردهم‌آیی بدشت آزادسازی سیدعلی‌محمد باب بود که در آن زمان در قلعه ماکو در زندان بود. ماریون وودمن هدف کنفرانس را اعلام جدایی و استقلال کامل آئین باب از اسلام دانسته‌است. طاهره در اجتماع بدشت سخنرانی نمود و با حاضر شدن بدون نقاب روبنده حاضران را شوکه نمود. او همچنین جدائی دین بابی از دین اسلام و نسخ احکام و سنن قدیم را اعلام نمود. این اتفاق باعث افزایش نگرانی‌های دولتیان و علما در آن زمان شد.

### مرگ

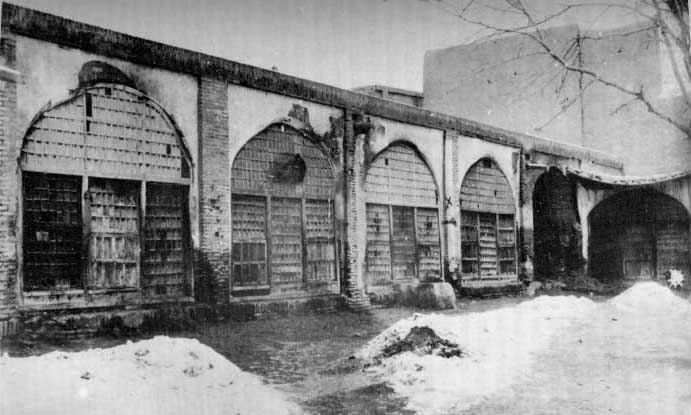
محل تیرباران باب در سربازخانه تبریز؛ تصویر یکسال پس از اعدام وی گرفته شده است.

#### فرمان اعدام
میرزا تقی‌خان امیرکبیر که در زمان ناصرالدین شاه، صدر اعظم دولت ایران بود نتوانسته بود از گسترش آئین بابی جلوگیری کند و تبعید باب را در کوه‌های آذربایجان بی‌نتیجه و بی‌اثر می‌دید، به شاه پیشنهاد اعدام باب را داد. بدین ترتیب از سوی شاه به تبریز دستور داده شد که باب را از زندان خارج کنند و او را حسب الظاهر محاکمه کنند و سپس به قتل برسانند. بنا به این دستور ناصرالدین شاه، باب را از چهریق به تبریز آورده، چند ساعت در کوچه و بازار تبریز گرداندند و قبل از غروب آفتاب او را به محل اعدام بردند و باب همراه محمدعلی زنوزی، یکی از مریدانش، تیرباران شد.

#### محل دفن

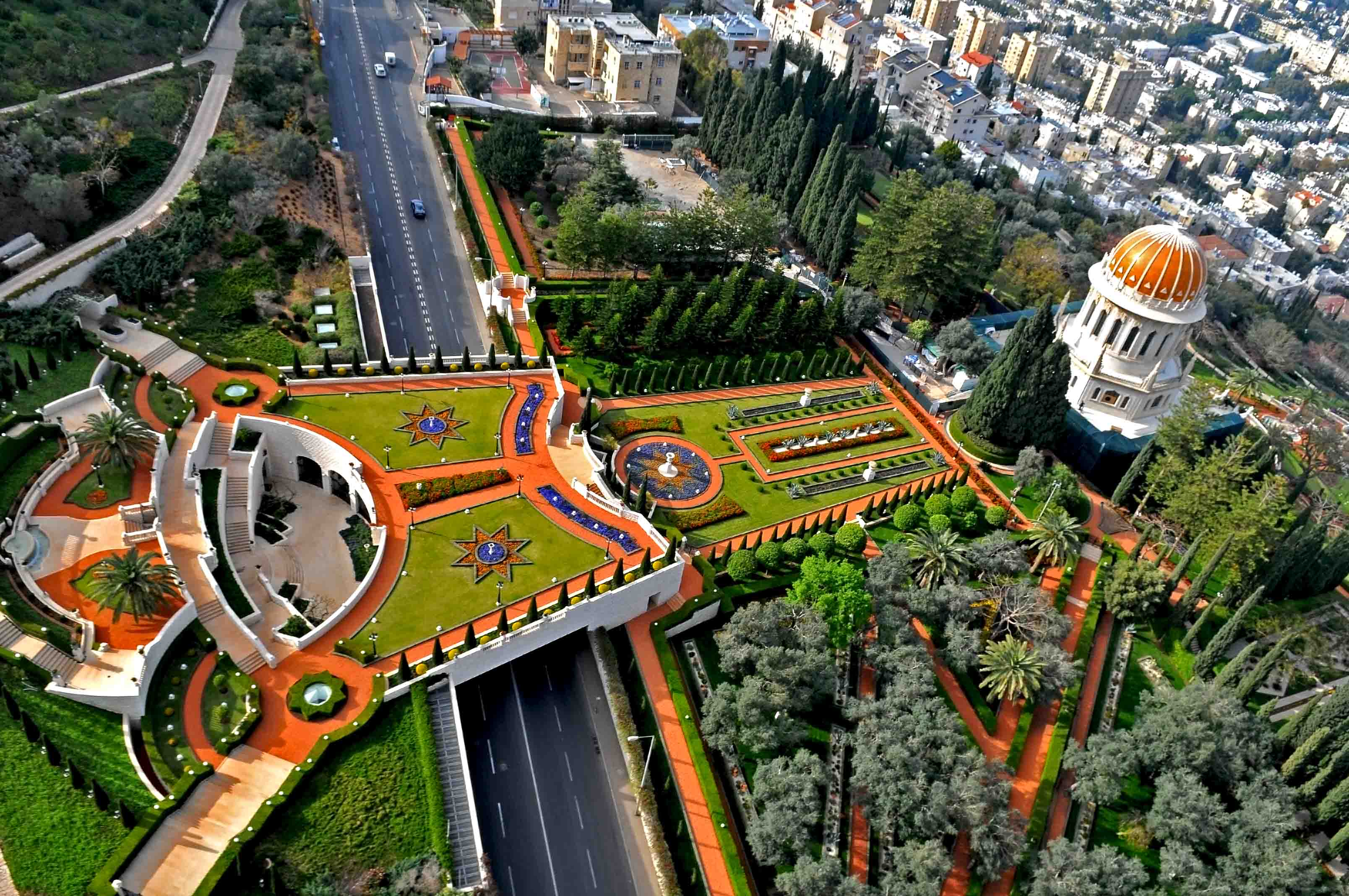
مقام اعلی آرامگاه سید علی‌محمد باب

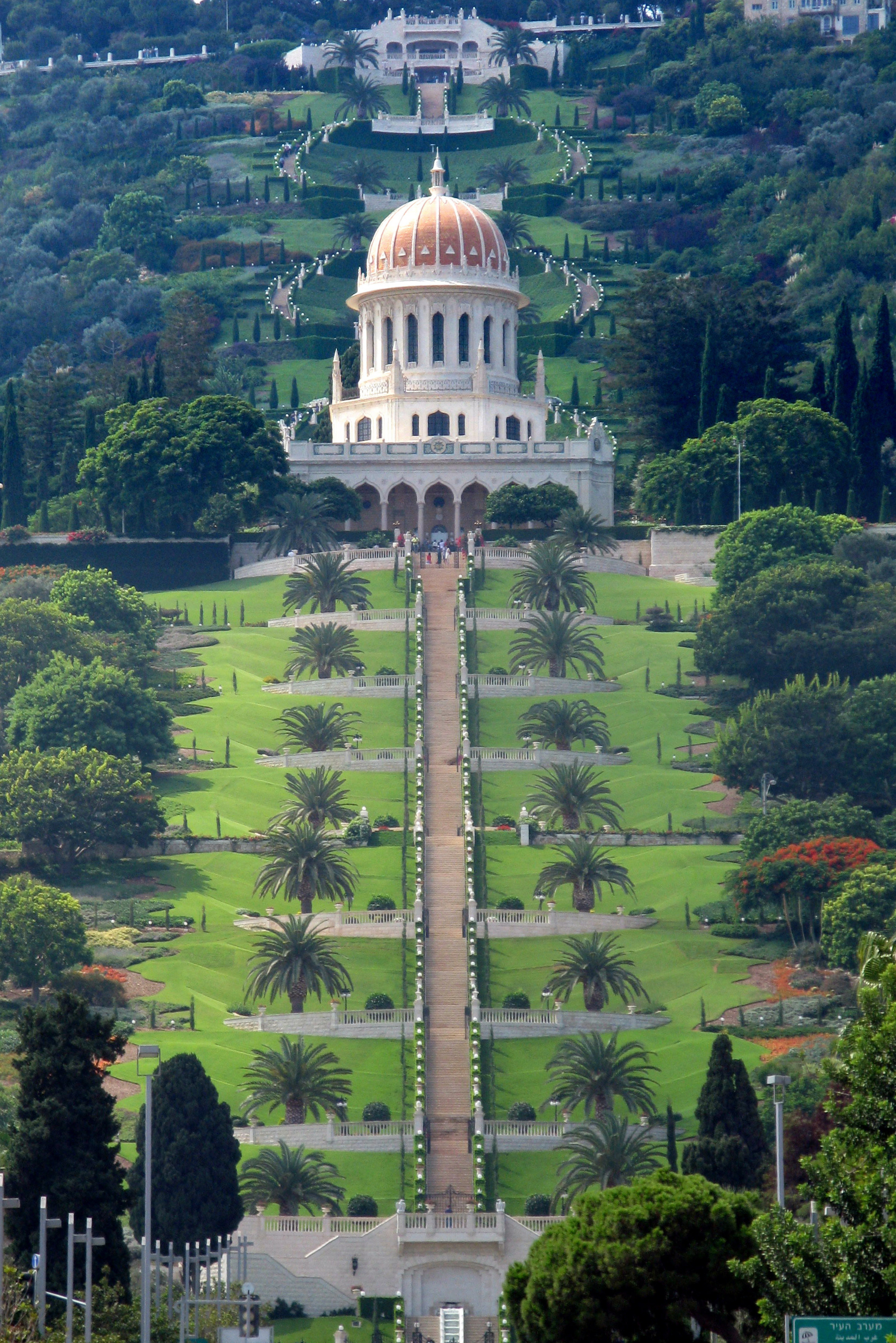
مقام اعلی؛ مقبره باب در حیفا.

جسد باب و انیس که با او تیرباران شده‌بود در خندقی انداخته شد. این کار جاستین شیل نماینده وقت انگلیس در ایران را بر این داشت که در نامه‌ای به نخست‌وزیر انگلستان این عمل را وحشیانه بنامد. در عین حال منابع بابی می‌گویند که جسد باب با تلاش سلیمان‌خان شمع‌آجین به تهران منتقل شده و در مکانی مخفی در امامزاده حسن دفن شد. ازلیان معتقدند جسدش در همان‌جا مانده‌است. از سوی دیگر منابع بهائی معتقدند باقی‌مانده‌های جسد با دستور بهاءالله از امامزاده حسن خارج شده و برای ۵۰ سال مخفیانه از جایی به جای دیگر برده شده و سرانجام در دامنه کوه کرمل مشرف به شهر حیفا در مقام اعلی دفن شده‌است.
معتقدین به کتاب بیان (بیانی‌ها) محل دفن پیکر سید علی‌محمد شیرازی و محمدعلی زنوزی را در امامزاده معصوم تهران می‌دانند و این مکان را یکی از اماکن زیارتی خویش می‌دانند.
ادوارد براون معتقد است که سلیمان خان و چند نفر از بابیان اجساد را از بیرون شهر برداشته و به تهران فرستادند. اجساد در تهران به دستور میرزا یحیی، جوانی بیست ساله که جانشین باب بوده، به امامزاده معصوم واقع در سر راه همدان، نزدیک رباط کریم منتقل شدند. بعد از ۱۷ یا ۱۸ سال بهائیان اجساد را به جایی دیگر منتقل کردند.

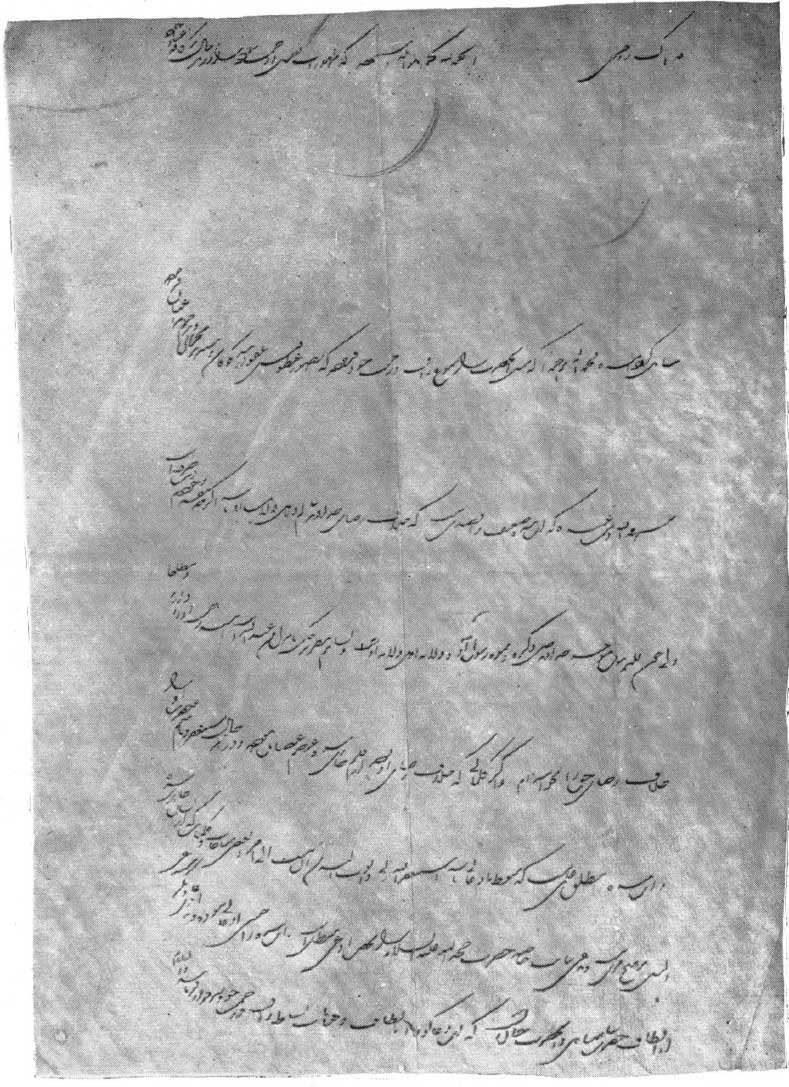
تصویری از متن توبه‌نامه منتسب به باب در کتابی از ادوارد براون.

سلیمان‌خان شمع‌آجین، از امرای برجسته و از پیروان باب بود که در تهران به دستور ناصرالدین‌شاه قاجار شمع آجین شد و به شکلی بی‌رحمانه به قتل رسید.

#### بررسی توبه‌نامه باب
اوّلین بار ادوارد براون توبه‌نامه باب را منتشر کرد. وی نوشت سندی بی امضا و بدون تاریخ و ظاهراً به دستخط باب موجود است که در آن هرگونه ادعایی را که مطرح کرده یا به نظر آمده که مطرح کرده‌است، انکار می‌کند. البته قرینه‌ای بر این‌که نامه خطاب به کیست وجود ندارد. وی نامه را هر چند خوش‌خط ولی چندان خوانا نمی‌داند و در انتساب نامه به باب تردید دارد.
محمد محیط طباطبائی، پژوهشگر و مورخ در مقاله‌ای، این دست نوشته را معتبر می‌داند و قویا معتقد است که می‌توان از این متن برای مقابله با خطوط منسوب به باب استفاده و صحت و سقم باقی نوشته‌ها را تشخیص داد.
دنیس مک‌ایون دربارهٔ سندی که بروان منتشر کرده می‌نویسد که ما سندی در دست داریم که در آن باب، پیامبر جوان، هر گونه ادعای الهی را پس می‌گیرد. این سند احتمالاً زمان کوتاهی پس از دادگاه تبریز نوشته شده و ظاهراً به خط باب است؛ ولی عباس امانت این سند را که بی مهر، امضا و تاریخ است جعلی می‌داند و معتقد است با سبک نوشتاری باب همخوانی ندارد و توسط مقامات دولتی تبریز برای بی‌اعتبار کردن باب و خشنود کردن شاه جعل شده‌است. وی معتقد است در بهترین حالت، ممکن است سند توسط مقامات دولتی تهیه شده باشد ولی باب از مهر و امضای آن سرباز زده‌است. عباس امانت معتقد است با وجود فشار زیادی که بر روی باب برای توبه و از بین بردن جنبش بابی بود وی توبه نکرد و تا آخر بر عقیده خود ثابت ماند. ازین روی او را در ملأ عام در میدان سربازخانه تبریز تیرباران کردند تا هم جنبش بابی خاموش شود و هم اقتدار حکومت قاجار به صدارت وزیر جدید به نمایش گذاشته شود. پسر ملاّ محمّد ممقانی که پدرش حکم قتل باب را بعد از مجلس محاکمه وی در تبریز داده بود بر عدم توبه وی با وجود اصرار پدر تأکید می‌کند.
دنیسِن رآس معتقد است مجلس محاکمه باب در تبریز به امید توبه وی با وعد و وعید تشکیل شده بود و از آنجا که او حاضر به توبه نشد فرمان مرگ وی صادر شد. همچنین منبع دیگری تأکید می‌کند که فشار زیادی بر روی باب بود تا توبه کند و از دعاوی و نوشته‌های خود تبری جوید. باب اما در عوض بی پرده ادعای قائمیت خود را در مجلس محاکمه تبریز علنی کرد و تا آخر با وجود فشار علماء در تبریز توبه نکرد.

## آموزه‌های باب

### دعاوی
باب دعاوی خود را به تدریج، طی چند مرحله ظاهر می‌کند. در آغاز خود را باب یا واسطه امام غائب می‌خواند، بعد اعلام می‌کند که خود مهدی موعود است و در نهایت اظهار می‌دارد که پیامبری جدید است از جانب خداوند که دیانتی تازه آورده تا مردم را برای ظهور موعودی جهانی که از او با عنوان «مَن یُظهرُه الله» (کسی که خداوند او را ظاهر خواهد ساخت) یاد می‌کند، آماده کند. دلیل اینکه او از ابتدا ادعای نهائی خود را آشکار نکرد به گفته وی آماده کردن مردم برای پذیرش دعوتش بوده‌است تا به تدریج مردم با آموزه‌ها و دیانت جدید آشنا شوند و آن را بپذیرند، چه که گسست ناگهانی آئین جدید از اسلام می‌توانست منجر به اضطراب شدید مردم و روی گرداندن از آن شود. باب در آثار اولیه اش خود را باب (وسیله ارتباط) و نائب (نماینده) امام غایب شیعیان دوازده امامی می‌خواند. لقب دیگری که به کار می‌برد، ذکر یا ذکرالله الاعظم بود. در ابتدا ادعایش این بود که از طرف امام غایب فرستاده شده تا فرارسیدن ظهورش را اعلان کند. باب بعدتر در دوران زندانی بودنش در ماکو با صراحتی بیشتر ادعایش را فراتر از نیابت یا جانشینی امام اعلام می‌کند و خود را شخص مهدی موعود می‌خواند. در دادگاهی که کمی بعد از ورودش به چهریق در تبریز برگزار شد، همین ادعا را علنی می‌کند و از سوی شماری از علمای حاضر محکوم به مرگ می‌شود. در سال ۱۸۴۷ میلادی در مهم‌ترین اثر خود به نام بیان فارسی به پایان دوره اسلام اشاره می‌کند، خود را «مظهر الهی» و پیامبری جدید می‌خواند که احکام و تعالیم تازه ای به نام آئین بیان آورده‌است. در همین اثر به کرّات سخن از موعودی جهانی می‌راند که نتیجه و ثمره آئین جدیدِ بیان باید ایمان به وی باشد، وی از این موعود با عنوان «مَن یُظهرُه الله» یاد می‌کند.
با اینکه باب دعوتش را بتدریج ظاهر کرد اما در عین حال از همان ابتدا می‌توان از لابلای آثارش دعوی رسالت و وحی را به وضوح دید. وی آثار خود را وحی از سوی خداوند و مترادف با قرآن می‌داند. در آثار محمد کریم خان کرمانی پیشوای مکتب شیخیه (شعبه رکنیه) که با باب مخالفت شدید می‌کرده، به این دعوی باب اشاره شده‌است. به نظر کریم خان از همان اثر نخستین باب به نام قیوم الاسماء برمی آید که باب ادعای رسالت داشته‌است. در همان زمان در کربلا نیز عده‌ای از علمای شیعی و سنی و شماری از پیشوایان شیخیه و اهل تصوف در فتوایی دست جمعی به همین نتیجه رسیده بودند.

### خداوند و پیامبران
نوشته‌های باب بر تعالی مطلق خداوند و رد هرگونه تصوری انسان گونه از او تأکید دارد. از نظر باب، از آنجایی که حقیقت خدا برای جهان غیرقابل دسترس است، خداوند از روی محبت خود، خود را از طریق پیامبران برای مخلوقاتش تعریف و توصیف می‌کند تا او را بشناسند. بنابراین پیامبران تجلی اعظم خداوند در جهان و خود-توصیفی الهی هستند و با شناخت آنهاست که خداوند شناخته می‌شود. به گفته باب همه پیامبران یکی هستند. آنها به آینه‌های صاف و پاکی می‌مانند که در عین گوناگونی، یک خورشید (استعاره از خداوند واحد) را در خود منعکس می‌کنند. به عقیده باب ظهور وحی، پیامبران و ادیان را پایانی نیست.

### تداوم و سیر تکاملی ادیان
یکی از آموزه‌های اساسی باب تداوم و تکامل ادیان است. با پیشرفت انسان در طول تاریخ، تجلی الهی به تدریج در ادیان ظاهر می‌شود و جلوه ای کاملتر و جامعتر از خود به منصّه ظهور می‌گذارد. هر دینی در زمان خود و به نسبت به گذشته کامل است و در عین حال کمالِ بالقوه اش ظهور دیانتِ بعد است که شکوفایی کمالات بالقوه دیانت و مدنیت قبل در آن ممکن می‌شود. مثلاً کمالِ تورات، انجیل و کمالِ انجیل، قرآن است و اکنون کمالِ قرآن به صورت بیان و در آئینی که باب آورده، ظاهر شده‌است. بر اساس همین منطق، هیچ دینی به گفته باب آخرین دین نیست، بلکه برای نیازهای دوره ای محدود از تاریخ بشر ظهور یافته‌است. بر اساس همین اصلِ تکامل و شکوفایی ادیان، باب نتیجه می‌گیرد که نتیجه و ثمره آیین او باید شناخت و ایمان به «مَن یُظهره الله» موعود آئین بیان باشد.
باب همچنین، عدل الهی را مستلزم اختیار بشر و نیز استمرار فیض هدایت الهی بر طبق تکامل وقفه ناپذیر انسان و جامعه می‌داند و در نتیجه اعتقاد به انتهای نبوت و رسالت نفی کامل عدل الهی است.
در آثار باب دین تبدیل به یک پدیده دیالکتیکی می‌شود. دین تحمیل ابدی و الزام‌آور اراده خداوند بر انسانها نیست، بلکه محصول تعامل اراده خداوند با مرحله تاریخی تکامل بشریت است. از آنجایی که انسان‌ها تاریخی و در حال تغییر هستند، دین نیز یک واقعیت پویا و مترقی است. یکی از برجسته‌ترین و محوری‌ترین بیان این مفهوم دیالکتیکی و تاریخی، استفاده باب از اصطلاح «ارتفاع» است که هم معنای الغاء می‌دهد و هم معنای اعتلاء. از نظر باب، هر دین جدید، ارتفاع دین قبلی است. دین جدید از یک سو دین قبلی را نسخ و الغاء می‌کند و از سوی دیگر آن را اعتلاء می‌بخشد. دین جدید همان دین قبلی است که به شکلی والاتر و متعالی‌تر ظاهر شده‌است. از این رو باب ارتفاع را برای بیان وحدت دو معنای متضاد به کار می‌برد. اصطلاح «ارتفاع» همان مفهوم آف هه بونگ هگل را می‌رساند. از دیدگاه باب قیامت پایان تاریخ نیست بلکه روز بعثت پیامبر جدیدی است که مرحله جدیدی از توسعه تاریخ بشر را آغاز می‌کند.
به گفتهٔ باب کلام الهی زنده و پویاست و می‌خواهد به موازات تکامل بشر آن هم به صورت نوین خود ظاهر گردد و از اینکه سّنت پرستان مذهبی از روی علاقه به کتاب آسمانی خود مانع تکامل همان کتاب شده و به طرد ظهور نوین همان کتاب می‌شوند عمیقاً تاسف می‌خورد.

#### قیامت، معاد، بهشت و دوزخ
به باور باب، آثار وی برای اولین بار حقایق نهفته و باطنی مفاهیم اسلامی و آیات قرانی را آشکار می‌کند، حقایقی که به عقیده او با باور رایج میان مسلمانان تفاوت بسیار دارد. مفهوم قیامت و معاد از نظر باب نه پایان تاریخ بلکه پایان یک مرحله از تکامل بشر یعنی پایان دوران یک دین و آغاز ظهور دین بعدی است. پس قیامت مسیحیت با ظهور پیامبر اسلام به وقوع پیوست و قیامت اسلام در سال ۱۲۶۰ هجری قمری با ظهور باب اتفاق افتاد.
بهشت و دوزخ نیز از دیدگاه باب نه محلی برای شکنجه ابدی برخی مردم یا محلی برای تمتّع جسمی و جنسی برخی دیگر است بلکه معانی روحانی دارد. بهشت شناخت و رضای خدا از طریق ایمان به فرستاده خداوند و عمل به ارزش‌های نوین او برای شکوفایی کمالات روحانی است و دوزخ محرومیت از این تکامل.

#### اسلام
باب با احترام از اسلام یاد می‌کند ولی بر اساس اصل تکامل و تداوم ادیان، باب دوره اسلام را هزار سال می‌داند که با ظهور او در سال ۱۲۶۰ هجری قمری، یعنی هزار سال بعد از درگذشت حسن عسکری، به پایان رسیده‌است. شماری از نوشته‌های باب به صورت تفسیر سوره‌های قرانی نوشته شده‌است و معانی باطنی و عرفانی آن آیات را آشکار می‌سازد. در زمان اقامت باب در اصفهان، منوچهر خان معتمد الدوله حاکم مقتدر آنجا، که پیشینه مسیحی داشت و قلباً به پیامبر اسلام ایمان نداشت، در حضور علماء از باب خواهش نمود که در اثبات نبوت پیامبر اسلام رساله ای بنویسد. باب بلافاصله و بدون درنگ رساله مفصلی در همان جمع بنگاشت. نام این نوشته رساله اثبات نبوت خاصه است. این اثر چنان منوچهر خان را متأثر نمود که نه تنها به پیامبر اسلام بلکه به باب نیز ایمان یافت و در جرگه پیروان او درآمد.

### بهبود وضعیت زنان
اکثر روایتهای معاصر از جنبش بابی بر این نکته اتفاق نظر دارند که یکی از اصلی‌ترین تأثیرات اجتماعی این جنبش بهبود وضعیت زنان بوده‌است. باب جدای از دفاع از حقوق زنان در آثار خود، در عمل هم با حمایت‌های گسترده از طاهره قرةالعین، برجسته‌ترین پیرو زن خود و یکی از شخصیت‌های اصلی آئین بابی، برای بهبود وضعیت زنان تلاش می‌کرد. فعالیتهای ساختارشکنانه طاهره در کشف حجاب، پیشبرد دعاوی باب، و گسست آئین بابی از اسلام که بعضاً با اعتراض و شکایت بعضی از بابیان همراه بود همیشه مورد تأیید و ستایش باب قرار می‌گرفت. کمی پس از گردهمایی بدشت که طاهره در آن نقشی محوری ایفا نمود باب در نوشته‌ای از مقام او تجلیل نمود و او را به تنهایی با مجموع هفده نفر دیگر از حروف حی برابر شمارد. حروف حّی، که طاهره یکی از ایشان بود، اولین هیجده نفری بودند که به باب ایمان آوردند و به همین جهت آنان در تاریخ بابی دارای بالاترین مقام روحانی هستند.
احکام آئین بابی به‌طور کلی بر برابری جنسیتی تأکید دارد. باب به‌طور خاص در چندین مورد محدودیت‌ها و فشارهای قوانین اسلامی بر روی زنان را بهبود می‌بخشد. به عنوان مثال، او طلاق را با وضع تأخیری دوازده‌ماهه دشوار می‌سازد، محدودیت‌های شدیدِ حاکم بر روابط اجتماعی زنان را کاهش می‌دهد و به مردان دستور می‌دهد که باعث آزار زنان نشوند و با نهایت محبت با زنان رفتار کنند. باب همچنین ازدواج موقت (صیغه)، ازدواج اجباری دختران، رابطه جنسی مرد با همسر بدون رضایت او، و طلاق یک طرفه زن از طرف مرد را ممنوع می‌کند. در بعضی موارد، حتی باب زنان را بر مردان ترجیح می‌دهد. به عنوان مثال، او مجازاتی برای کسی که موجبات اندوه دیگری را فراهم کند تعیین می‌کند؛ این مجازات برای افرادی که سبب حزن زنان شوند دو برابر است.
دریکی از آثار اوّلیهٔ خود باب «احسن سبیل محّبت» را قاعده و شاخص رفتار با زنان توصیف نموده و می‌نویسد آزار زنان حّتی به اندازهٔ یک چشم برهم زدن نیز تعدّی از فرمان خداست.

### کرامت انسانی
باب انسانها را موجودات شریفی می‌داند که دارای ظرفیت ذاتی برای اندیشیدن هستند و از این رو، موظف به تحری مستقل حقیقت می‌باشند. این بدان معناست که هیچ انسانی نباید برای بررسی حقایق معنوی به دیگران وابسته باشد. دو جلوه عمده این عقیده در آثار باب، حذف مرجعیت روحانیت و جایگزینی برهان معجزه به جای کلام وحی است.
باب، نهاد روحانیت را حذف و ارتقاء بر منبر را تحریم می‌کند. بالانشینی روحانیون بر منبر و همچنین نشستن مردم در پایین منبر را توهین به کرامت انسان‌ها می‌داند و آن را نهی می‌کند. وی همچنین نماز جماعت را که مستلزم پیروی از پیشوای روحانی است، حرام اعلام می‌کند. از نظر باب، عبادت خدا نیازی به وساطت انسان ندارد و هر کس می‌تواند باید با قلبی پاک در خلوت خود به دعا بپردازند. حتی زمانی که باب نماز جماعت برای میت را مستثنی می‌کند، تأکید می‌کند که هیچ‌کس نباید جلوتر از دیگران بایستد. همه باید در ردیف‌های مساوی به احترام متوفی بایستند. باب همچنین تأکید می‌کند که برای شناسایی پیامبر باید همگان خود دست به تحقیق بزنند و نه آنکه از یک روحانی یا کس دیگر استفتاء یا کسب نظر کنند. باب بیان می‌دارد که سبب اصلی آزار همهٔ پیامبران در زمان ظهورشان این بود که مردم به‌جای جستجوی مستقّلانهٔ حقیقت به کسانی گوش می‌دادند که دانش خود آنان نیز دانشی اقتباسی و یادگرفته از دیگران بوده‌است و نه آنکه از خود پیامبر و کلام او آموخته باشند. به عبارت دیگر ضرورت اندیشیدن فرد فرد آدمیان در بارهٔ همه چیز از جمله در مورد دین با حضور دستگاهی به نام روحانیون و منبرگرایان در تضاّد است.
از مهمّترین باورهای باب اینست که معجزه یعنی درهم شکستن قوانین طبیعت به هیچوجه ربطی به وظیفهٔ پیامبر و دین، یعنی تربیت اخلاقی و روحانی انسان ندارد و در نتیجه دلیل حقانیت یک پیامبر نیست. باب دستاویزی به معجزه را با پیشرفت فرهنگ و جامعه در جهت خردگرایی و تجربه گرایی ورشد علم درتضاّد می‌یابد و می‌خواهد که هم عرصهٔ دین را از خرافات ومنطِق جادو-محور پاک نماید وهم آنکه آدمیان را به سوی احترام به قوانین طبیعت و کاربرد خرد سوق دهد. از نظر باب دلیل و گواه حضور خدا در هستی، قوانین طبیعت و نظام پرشکوه هستی است و نه حوادث عجیب و غریبی که طرد آن نظام باشد. از طرف دیگر از دیدگاه باب معجزه با عدالت خدا نیز در تضاّد است. معجزه حّتی اگر حقیقت داشته باشد فقط برای کسانی‌که در همان لحظه شاهد آن بوده‌اند معتبر است. باب تنها و تنها یک عامل را دلیل و میزان راستی یک پیامبر می‌شمارد و آن کلام پیامبراست که با خّلاقّیت خویش گویای اقتضاء زمان است و فرهنگ و ارزشها و معانی نوینی را برای مردم به بار آورده و آنان را درجهت شکوفایی کمالات انسانی یاری می‌رساند.

### اهمیت تربیت
باب بر خردورزی، علم و آموزش کارآمد تأکید می‌کند. به گفته او آموزش باید به خوبی سازماندهی شود و دانش به شیوه‌ای سیستماتیک به کودکان منتقل شود. جامعه مترقی مبتنی بر رویکرد آموزشی کارآمد و مدارسی است که به خوبی سازماندهی شده‌اند و موضوعاتی کلیدی نظیر اهمیت مسائل اخلاقی, نسبیت معنویت، رهایی از خرافات گذشته، شرافتِ نقشِ بشر در پیشبردِ تمدن جهانی و ارتقاءِ نقش زنان در جامعه  را لحاظ می‌کنند. باب علوم طبیعی را مهم می‌داند و بر مدرن‌سازی آموزش و پرورش و اعمال اصلاحات اساسی در آن تاکید می‌کند، از جمله حذف موضوعات منسوخی مانند فقه و احکام اسلامی و علوم دینی، حذف استفاده از کلمات پیچیده و آسان‌تر کردن زبان، و تشویقِ معلمان به استفاده از بازی در فرآیند آموزش. باب نظم و انضباط را در مدارس مهم می‌داند، اما استفاده از تنبیه بدنی کودکان را منع می‌کند و معلمان را به برقراری ارتباطی صبورانه و بدون خشونت با کودکان تشویق می‌کند. باب احترام به معلمان و آموزش مهربانی به کودکان را از وظایف والدین می‌داند. به اعتقاد باب، هدف اصلی تمدن، همزیستی مسالمت‌آمیز است و تنها با استفاده از مهربانی و رواج رفتار و آداب در جامعه می‌توان به آن دست یافت.

### اخلاق
بخش اعظمِ کتابِ بیان فارسی به تبیین و تشریحِ این اصل کلّی اخلاقی می‌پردازد که، حتی اگر مردم به شما ظلم می‌کنند، شما باید بخشنده و مهربان باشید و به آنها نیکی کنید. درست به همانگونه که خداوند با کسانی که  ناسپاسانه او را انکار می‌کنند، رفتار مینماید. به طور خلاصه، باب مردم را به جهادی درونی در راستای تحوّلی معنوی و روحانی دعوت می‌نماید و تأکید می‌کند که انسان باید راضی به رضای پروردگار خود بوده، با طیب خاطر از قوانین الهی پیروی نماید و همچنان‌که از والدین خود خرسند است، از خویشتن نیز راضی باشد. باب از طرق گوناگون، بشر را به سوی پاکی و کمال دعوت می‌کند: از زلال و پاکیزه نگاه داشتن آب نهرها و رودخانه ها و حفظ محیط زیست و آسیب نرساندن به طبیعت گرفته  تا کوشش در تولید صنایع دستی و کالاهای مرغوب. از خلق هنرهای زیبا گرفته تا ایجاد شاهکارها معماری و ساخت منازلی با درهای بلند، بطوری‌که حتی بلندقدترین افراد هم بتوانند به راحتی به آن خانه‌ها وارد شوند. از دقت در نظافت و استحمام مرتّب گرفته تا پوشیدن البسۀ پاکیزه و بدون لک. از گسترش رفاه جمعی گرفته تا رعایت ساده‌ترین آداب اجتماعی مثلاً در نوشیدنِ چای. از طرف دیگر باب، آزردن دل و ایجاد غم و اندوه برای دیگران را به‌شدت نهی کرده و در رعایت این امر، خصوصاً در هنگام رفتار با زنان «تأکید مضاعف» نموده که این خود حاکی از اعطای حقوقِ جدید به زنان در جامعه می‌باشد.  همچنین ایشان، تنبیه بدنی و تحقیر کودکان را اکیداً ممنوع کرده و اعمال پسندیده را جلوه‌ای از جمال و جلالِ خداوند در زندگی افراد بشر دانسته و عبادت خدا می‌داند.  در نهایت می‌توان گفت که باب در پی آن بود که به درک افراد از جهان پیرامون‌شان وجهی روحانی بدهد. در این راستا می‌توان به توصیفِ نمادین ایشان از مفهوم زمان اشاره کرد که از طریق تدوین و معرّفی تقویمی جدید بر مبنای نوزده ماهِ نوزده روز می‌باشد. در گاه‌شمارِ بدیع، هر یک از روزها و ماه‌های سال به نام یکی از اسماء و صفات الهی نامگذاری شده است. به طور خلاصه، باب در پی ایجاد جامعه‌ای نوین متمرکز بر وحدت، عشق و خدمت به دیگران بود. فضایی که در آن ردِّ پایی از خشونت دیده نمی‌شود مگر در موارد خاصّ در مهار جنایتکاران و مجرمان.

## آثار باب

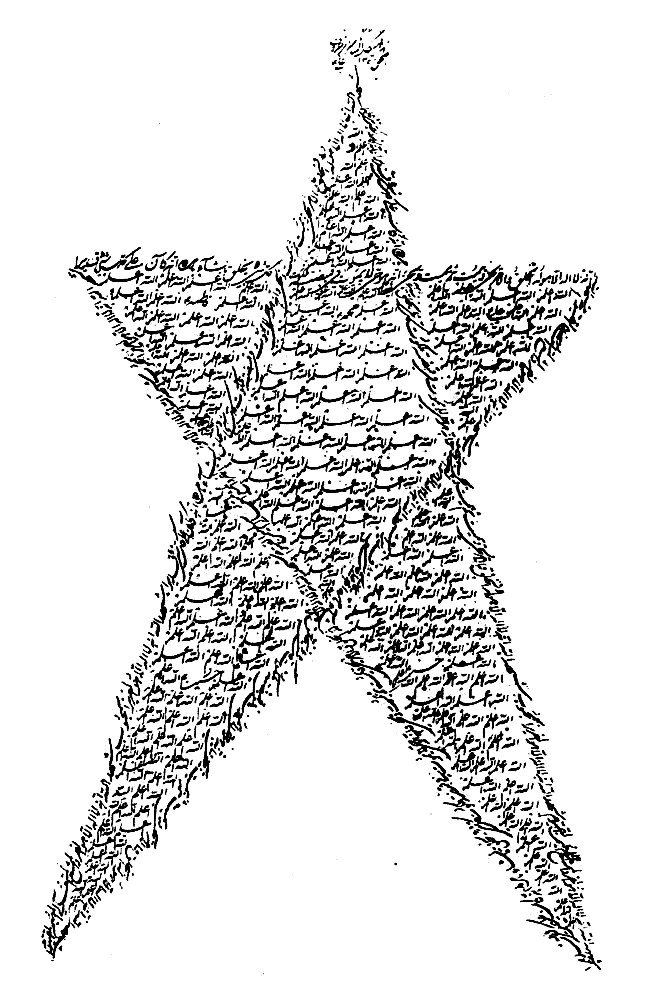
دست خط باب

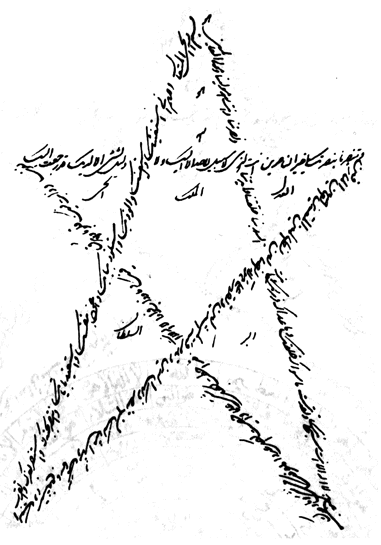
یکی از الواح به دستخط سید علی‌محمد باب

### آثار اصلی
سید علی‌محمد شیرازی در بیان فارسی در باب یازده از واحد ششم آثار خود را مشتمل بر ۵۰۰٬۰۰۰ آیه برآورد کرده‌است. از آنجا که بیان فارسی در سال چهارم (۱۸۴۷–۱۸۴۸ میلادی) از رسالت شش ساله باب نگاشته شده مقدار آثار وی باید بیشتر از این مقدار باشد باشد. نادر سعیدی استاد دانشگاه کالیفرنیا در لس آنجلس در کتاب «باب الفؤاد» که به بررسی جامع آثار باب می‌پردازد آثار وی را به سه دسته کلی تقسیم می‌کند که این تقسیم‌بندی تا حدودی ترتیب زمانی آن آثار نیز بوده‌است. اولین مرحله از آثار باب بیشتر معطوف به تفسیر سوره‌ها یا آیات قرانی است. مشهورترین این آثار تفسیر سوره یوسف است که از طریق آن باب اول بار دعوی خود را آشکار نمود و آئین بابی متولد گردید. بهاءالله از این اثر به عنوان اولین و بزرگ‌ترین کتاب‌ها یاد می‌کند و شوقی افندی آن را قرآن دوران بابی می‌داند. اما این اثر اولین نوشته باب نیست بلکه اولین نوشته او پس از آغاز دعوتش است. به عنوان مثال قبل از آن باب نوشتن تفسیری بر سوره بقره را آغاز کرده بود. اما این تفسیر از دو بخش تشکیل می‌شود که بخش اول از آغاز سال ۱۲۶۰ هجری قمری شروع و در انتهای سال به پایان رسیده‌است درحالی‌که بخش دوم همگی پس از آغاز دعوتش بوده‌است. دسته دوم بیشتر آثار فلسفی است که در آن به بحث‌های مابعدالطبیعه و الهیات تأکید می‌گردد. از مهم‌ترین این آثار صحیفه عدلیه، توقیع میرزا سعید (جواب سؤال‌های ثلاثه)، تفسیر هاء، فی الغناء، شرح دعاء غیبت، و اثبات نبوت خاصه است. برخی از تفاسیر باب نیز مانند تفسیر کوثر و والعصر که در این مرحله نوشته شده‌اند به این نوع مباحث تأکید می‌کنند. آثار دو مرحله اول بیشتر در سه سال اول رسالت باب نوشته شده‌اند. مرحله سوم آثار باب مرحله تشریع است که در آن تعالیم اجتماعی و احکام بابی به عنوان یک دیانت نوین مورد بررسی قرار می‌گیرد. بیان فارسی، بیان عربی، دلائل سبعه، لوح خطاب به ملا باقر، کتاب الاسماء و کتاب پنج شأن جزو این گروه هستند. کتاب بیان فارسی ام‌الکتاب آئین بابی است، که باب در آن خود را موعود اسلام و پیامبری جدید معرفی می‌کند، شریعت اسلام را منسوخ اعلام می‌کند و قوانین و احکام جدیدی وضع می‌کند با این هدف که مردم برای پذیرش موعودی جهانی که پس از وی می‌آید آماده شوند، وی از این موعود با نام من یظهره الله یاد می‌کند. کتاب بیان عربی که اکثراً در زندان ماکو نوشته شده نسخه خلاصه شده بیان فارسی است. این کتاب بسیار کوتاه‌تر از کتاب بیان فارسی است و دارای ۱۱ واحد کامل است. باب این دو اثر را به اتمام نبرد و تکمیل آنها را به من یظهره الله سپرد. کتاب ایقان را تکمیل کننده کتاب بیان فارسی دانسته‌اند. براون معتقد است که بخشی از بیان فارسی توسط میرزا یحیی تکمیل شده‌است.
پس آثار باب از سه مرحله تشکیل می‌شود: اول تنزیل به عنوان تفسیر، دوم تنزیل به عنوان تبیین فلسفی، و سوم تنزیل به عنوان تشریع. بعضی از مهترین آثار باب عبارتند از:
- تفسیر سوره یوسف (قیوم الاسماء)
- بیان فارسی
- بیان عربی
- دلائل سبعه
- صحیفه عدلیه
- تفسیر سوره فاتحه
- تفسیر سوره والعصر
- تفسیر سوره الکوثر
- پنج شأن
- الأسماء کل شیء
- نبوت خاصه
- هیکل الدین
- صحیفه رضویّه
- کتاب جزا
- صحیفة بین الحرمین
- تفسیر سوره حمد نقطه باء زیر بسم الله
- فی بیان المسائل الثلثة
- تفسیر سوره توحید
- تفسیر سوره القدر
- رساله ذهبیة
- الواح دوائر
- قسمتی از الواح حضرت نقطه و سید حسین کاتب
- لوح وصایت خطاب به صبح ازل
- دعا و مناجات
- زیارت نامه
- رجعت
- مجموعه ۴ ادعیه و تفاسیر
- مجموعه‌ای از الواح و جوابیه و ادعیه
- لوح خطاب به حجت زنجانی
- (دستخط اصل)
- آثار متفرقه از بیان جلد ۱
- آثار متفرقه از بیان جلد ۲
- مجموعه‌ای از الواح و مناجات
- زیارات و خطبات

### سبک نگارش
به‌گفتهٔ جان والبریج، استاد دانشکده فرهنگ و زبان‌های خاور نزدیک دانشگاه ایندیانا در بلومینگتون، بسیاری از آثار باب -از جمله آثاری که به سبک قرآن نوشته شده، آثاری دربارهٔ الهیات و علم حقوق، تفاسیری بر قرآن و از این دست- به زبان عربی نوشته شده‌است. آثار عربی باب نه تنها به خاطر پیچیده بودن آن‌ها، بلکه به خاطر لغات و ساختمان پیچیده جملاتش، بسیار مشکل‌ساز است. دشمنان باب دستور زبان او را مورد انتقاد قرار می‌دادند و او را متهم می‌کردند که ابتدایی‌ترین قوانین عربی را نیز نمی‌داند.
در حقیقت مسئله این بود که باب نمی‌خواست محدودیت‌های قراردادی دستور زبان عربی و سبک آن را بپذیرد و بارها از مشتقات غیر مستعمل لغات استفاده می‌کرد. عملاً تعداد اندکی از لغات متعددی که به‌طور نظری از هر ماده (ریشه) عربی قابل اشتقاق است مستعملند (استفاده می‌شود). باب بسیاری از مشتقات نامتداول عربی را نیز مورد استفاده قرار می‌داد. (مثلاً در لوحی مشهور، از بیشتر لغاتی که از ماده «بهاء» قابل اشتقاقند استفاده کرده‌است) در نتیجه سبکش سخت، نامتعارف، چالش‌برانگیز و گاهی مبهم است. خود باب ادعا می‌کرد که آیات او و زیبایی‌شان گواهی بر راستی وحیش بوده‌است.
دنیس مک‌ایون در دانشنامه ایرانیکا، دستور زبان عربی باب را دائماً بد می‌داند که فهم برخی متن‌ها در آثار باب را مشکل کرده‌است. مک‌ایون دلیل این ناسازگاری را سرعت قابل ملاحظه باب در تصنیف (یا نزول) آثارش می‌داند، امری که باب نشانه الهی بودن آثارش می‌داند. مک‌ایون با اینکه فهم آثار باب را سخت می‌داند ولی معتقد است تلاش برای درک آن‌ها خواننده را با ایده‌ها و تصاویر جذاب و بسیار بکری آشنا می‌کند که نشان از یک نبوغ غیرمعمول دارد. نخستین ماه‌های شروع ادعاهای باب ملا جواد که بعدها بین بابیان به خوار (صدای) گوساله طلایی معرف شد (و به نوعی از نخستین پیمان شکنان بابیست) ناسازگاری عبارات قیوم الاسماء (از آثار نخستین باب) و سخت فهم بودن متون او را از دلایل دست کشیدنش از پیروی از او دانست. برخی این احتمال را مطرح کرده‌اند که این غلطها اشتباه نساخ باشد اما در نسخه‌های موجود به خط باب هم این اشتباهات یافت می‌شود. بابیان انحراف از دستور زبان عربی را از اختیارات یک پیامبر می‌دانند در حالی که این نکته اغلب در انتقادات مسلمانان از باب ذکر شده‌است. زمانی که از خود باب در این زمینه سؤال شد، او این غلط‌ها را «غیرمهم» خوانده و گفت که کتاب خداوند نیازی به پیروی از قوانین وضع شده توسط عربی‌دانان ندارد و این اعتراض‌ها به غلط‌های دستور زبانی در واقع باعث انحراف از مسائل مهم و اساسی تر می‌شود.

صفحه نخست کتاب قیوم الاسماء

### حفاظت آثار
باب در مورد حفظ آثار خود بسیار تأکید کرده و در مورد نظم و جمع آوریشان بر اساس پنج شأن کلام الهی مطالب بسیاری مخصوصاً در بیان فارسی حکم کرده‌است. خود باب در دو مرحله فهرستی از آثارش که تا بدان زمان نوشته‌است را مکتوب می‌دارد. این دو اثر یکی کتاب «الفهرست» و دیگر ی «خطبه ذکریه» نام دارند. در دوران ماکو و چهریق، باب کاتب خود ملا عبدالکریم قزوینی را مأمور استنساخ، جمع‌آوری، تنظیم و حفظ آثارش نمود و بدین جهت به او دستور داد که باید خود را محافظه نماید. به‌علاوه باب به میرزا یحیی ازل هم وظیفه داد که به جمع و حفظ آثارش بپردازد. وی اظهار می‌دارد که بیان (که در اینجا احتمالاً مراد همه آثار اوست) باید هنگام ظهور من یظهره الله به او سپرده شود، اما ابتدا باید همه (آثار) اش جمع‌آوری شده، حتی یک نامه از قلم نیفتد. باب در همه نوشته‌هایش از جمله بیان فارسی (۲:۱۹) تمامی آثار خود را تحفه ای برای موعود یعنی «من یظهره الله» برمی‌شمارد. مراد اصلی از حفظ آثار باب این بود که در ظهور موعود آن نوشته‌ها باو تقدیم گردد به این منظور که مؤمنان به باب همگی به موعود ایمان بیاورند و از آثار باب به عنوان ابزاری برای احتجاب از موعود استفاده نکنند.

## موعود آئین بیان

### من‌یظهره‌الله
مَن یُظهِرُهُ الله (به معنی: کسی که خدا ظاهرش می‌کند) به باور بابیان و بهائیان، فردی است که بنا به کتاب بیان فرستاده خدا است و خداوند بعد از سید علی‌محمد شیرازی او را به پیامبری برخواهد گزید تا راهنمای بشر و نجات گر عالم باشد. به اعتقاد بهائیان، مَن یُظهِرُهُ الله، همان بهاءالله، شارع دیانت بهائی است.
از اساسی‌ترین آموزه‌های سید علی‌محمد باب این نکته است که نتیجه و ثمره آیین او باید شناخت و ایمان به «مَن یُظهره الله» باشد. باب به کرّات در آثار خود به ظهور «مَن یُظهره الله» اشاره می‌کند و از پیروان خود می‌خواهد که شناخت و ایمان خود را به تصدیق هیچ‌کس حتی خود باب و هیجده حوّاری اولیه وی (حروف حی) مشروط نکنند و موعود را از آثار و صفات خود او بشناسند و نه از اشاره و دلالت دیگران. باب حتی پیروانش را برحذر می‌دارد که مبادا مانند ادیان قبل که با استدلال به کتاب آسمانی خود از پیامبر بعدی محروم شدند با استدلال به آثار باب از ایمان به «مَن یُظهره الله» محروم شوند، مقام موعود به گفته باب بالاتر از آنست که حتی آثار خود باب لیاقت اشاره به وی را داشته باشد. باب در آثارش از نزدیکی ظهور موعود می‌گوید و برای زمان ظهور او به سال نه و سال نوزده اشاره می‌کند. اندکی پس از یک دهه از آغاز دعوت باب در سال ۱۸۴۴، یعنی چند سال پس از اعدام وی در سال ۱۸۵۰، بیش از ۲۵ نفر ادعای من یظهره‌اللهی کردند. دنیس مک‌ایون نام بیست نفر از مدعیان را فهرست کرده‌است.میرزا اسدالله خویی دیّان یکی از اولین کسانی بود که چنین ادعایی کرد و قبل از این که طرفداران قابل توجهی کسب کند در بغداد احتمالاً با توطئه صبح ازل به قتل رسید. یک منبع ازلی با گلایه از افرادی که مدعی من یظهره اللهی شدند مدعی می‌شود که باب ظهور این افراد را پیش‌بینی کرده بود. نوزده سال بعد از دعوت باب، بهاءالله در سال ۱۸۶۳ در جمع یارانش و بعدتر در سال ۱۸۶۶ به صورت عمومی تر ادعای من یظهره اللهی کرد و عموم بابیان به وی ایمان آوردند. گروه اندکی که به طرفداری از میرزا یحیی ازل بابی باقی ماندند ازلی نام گرفتند. ازلیان ظهور من یظهره الله را در فاصله ای خیلی دور پیش‌بینی می‌کردند و معتقد بودند ظهور موعود زودتر از دست کم ۲۰۰۰ سال از ظهور باب و قبل از مورد قبول گرفتن دین باب در بسیاری از کشورها رخ نخواهد داد. با این وجود ازلیان در پی تبلیغ و جهانگیر کردن آئین بابی بر نیامدند و با تقیه و پنهان کردن هویت دینی خود عملاً در جامعه اسلامی حل شدند. ادوارد براون مفهوم کلیدی ظهور «مَن یُظهرُه الله» در آئین بابی را چنین خلاصه می‌کند:
او (باب) اعلام کرد که صرفاً دروازه و راهی که به مهدی ختم می‌شود نیست بلکه او خود امام است و عملاً موعود و حقیقت آغازینی است که بار دیگر برای بشر آشکار شده‌است، آنچه در ظهورات قبلی به‌طور تاریک بیان شده و به صورت معما درآمده بود حال او آن را به‌طور باز و آشکار بیان می‌کند. در عین حال او پایانی را برای ظهورش قائل نیست و رسماً و علناً اعلام می‌کند که بعد از او فردی بزرگ و مهم‌تر برای تکمیل آنچه او شروع کرده ظاهر خواهد آمد (کسی که او من یظهره الله می خواندش). در کتاب‌ها و آثار باب درک این موضوع شگرف است که او نگران دین خود نیست، بلکه نگران درک پیروانش از فردیست که خداوند او را ظاهر می‌کند. بارها و بارها، تقریباً در هر صفحه از آثارش، باب از مسلمانان استدعا می‌کند که در ظهور بعدی آنگونه که در این ظهور رفتار کردند، عمل نکنند و به یاد داشته باشند که هیچ ظهوری آخرین ظهور نیست، بلکه فقط میزانی از حقیقت است که وضعیت پیشرفت انسان او را قادر به درک آن کرده‌است.
باب در تکاپوی عرضه کردن مذهب خویش به دو طریق بود که هر دو نشان استقلال از شخصیت وی را داشت. اول اینکه، او اعلام کرد که این مذهب را اصلاً پایانی نیست و ظهور «من یظهره الله»، را پیش‌بینی کرده بود که برای کامل کردن مذهبی که باب آن را بنیان نهاده بود خواهد آمد. ثانیاً باب صلاحیت معنوی را حتی طی دوران زندگی خود به تنهایی روی خودش متمرکز نکرده بود و پیشوایی دینی را به واحد اول بیان که شامل خود او و هیجده حواری اولیه وی، حروف حی، بود سپرده بود.
در کتاب تنبیه النائمین و هشت بهشت به نام برخی از این افراد که مدعی مقام من یظهره الله بودند اشاره شده‌است.
نبیل زرندی قبل از اینکه جزو حواریون بهاءالله باشد خودش یکبار ادعای من یظهره اللهی نموده بود. ابو القاسم افنان در کتاب عهد اعلی آورده: «بعد از شهادت حضرت باب ۲۵ نفر ادعا کردند که مظاهر حقند یعنی هر یک من یظهره الله موعود می‌باشند…» سپس نام آن‌ها را به شرح زیر می‌آورد: ۱- شیخ اسماعیل ۲- سید بصیر هندی ۳- میرزا اسدالله خویی ۴- ملا شیخ علی ملقب به عظیم ۵- سید علّا ۶- میرزا عبدالله متخلص به غوغا ۷- میرزا حسین قطب نیریزی ۸- میرزا موسی قمی ۹- حاجی ملا هاشم کاشی ۱۰- حسین میلانی ۱۱- ملا محمد نبیل زرندی و غیره

### جانشین

میرزا یحیی نوری ملقب به صبح ازل، ثمره، وحید

باب در آثارش به نزدیکی ظهور مَن یُظهِرُهُ الله، کسی که نتیجه و ثمره آئین بابی باید شناخت و ایمان به او باشد، اشاره می‌کند. وی همچنین از بابیان می‌خواهد که در شناسایی و ایمان خود کاملاً مستقل عمل کنند و موعود را به خود او بشناسند و نگذارند افراد دیگر، حتی خود باب و حروف حیّ، یا آثار باب مانع شناسایی آنان شوند. از این رو در آئین بابی وصیّ (جانشین) و مفسّر آثار به آن مفهوم که در سایر ادیان هست وجود ندارد و جانشینی که باب تعیین کرد در واقع رهبر اسمی جامعه بابی بعد از وی بود.
کمی قبل از اعدام سید علی‌محمد باب عبدالکریم قزوینی، یکی از کاتبان باب توجه او را به اهمیت تعیین جانشین جلب کرد و باب تعداد مشخصی لوح نوشته آن‌ها را به عبدالکریم داد تا به دست میرزا یحیی و بهاءالله برساند. بعدها ازلیان و بهائی‌ها هر دو به این لوح‌ها به نفع خود استناد کردند.
باب در لوحی که معمولاً به عنوان وصیت‌نامه باب از آن یاد می‌شود، میرزا یحیی به عنوان رهبر بابیان پس از بنیان‌گذار جنبش تعیین نمود. در همین لوح به وی دستور داده شده‌است که از من یظهره‌الله در زمان ظهورش پیروی کند. دنیس مک‌ایون معتقد است بسیار غیر محتمل است که باب جانشینی تعیین نکرده باشد. او در آثارش فراوان به اهمیت وجود راهنمایی در دوره ظهور و بطون اشاره کرده‌است. وی در دوره حیاتش نیز مسئولیت‌هایی قدسی را به برخی پیروانش محول کرده‌بود. بعد از مرگ باب میرزا یحیی به عنوان شخصیت محوری جنبش مورد توجه قرار گرفت. دنیس مک‌ایون معتقد است دستخط باب در تنصیص میرزا یحیی و تعیین جایگاه او نیز موجود است. رهبری وی جنجال‌برانگیز بود. وی کمتر در میان بابی‌ها حاضر می‌شد. منوچهری ادعا می‌کند که دلیل در خفا ماندن او بخشی از وصیت‌نامه سید علی‌محمد شیرازی است که او را به محافظت از خویش توصیه کرده‌بود. براوان معتقد است رهبری میرزا یحیی در عراق رهبری اسمی بود و در عمل ساماندهی امور را بهاءالله، برادر ناتنی وی انجام می‌داد. دنیس مک‌ایون بر این نظر است که تعیین میرزا یحیی به عنوان جانشین رسمی باب، تنها برای حفظ بهاءالله از خطر و با پیشنهاد بهاءالله و عبدالکریم قزوینی و موافقت باب بوده‌است. خطری که بهاءالله را تهدید می‌کرد از جانب امیر کبیر بود. به گفته سعیدی اگر امیر کبیر به نقش کلیدی بهاءالله در جامعه بابی پی می‌برد حتماً او را به قتل می‌رساند. این تحلیل اول بار توسط عباس افندی در «مقاله شخصی سیاح» مطرح شد. شوقی افندی نیز می‌گوید باب میرزا یحیی را به عنوان «مرجع اسمی» جامعه بابی انتخاب کرده بود و به نقل از «مقاله شخصی سیاح» تحلیلی مشابه تحلیل فوق ارائه می‌دهد.
بهاءالله در سال ۱۸۶۳، و بعد از یک دهه تبعید در عراق و در آستانه تبعید به استامبول، دعوی من یظهره اللهی کرد و عموم بابیان به وی ایمان آوردند. گروه اندکی که به طرفداری از میرزا یحیی ازل بابی باقی ماندند ازلی نام گرفتند. منابع ازلی بعد از واحد بیان و باب، میرزا یحیی را دارای بالاترین مقام می‌دانند. ازلیان با تقیه و پنهان کردن هویت دینی خود عملاً در جامعه اسلامی حل شدند.

### جدا شدن بابیان (ازلیان) و بهائیان
پس از تیرباران سید علی‌محمد باب در سال ۱۸۵۰، پیروانش که به «بابی»، مشهور بودند، بر پایهٔ گفتهٔ باب در کتاب بیان، در پی موعود آیین بابی-که در کتاب بیان با عنوان «من یظهره الله» از او شده‌است-می‌گشتند. در سال ۱۸۶۳ بهاءالله، برادر بزرگ‌تر میرزا یحیی نوری، خود را «من‌یظهره‌الله»، موعود کتاب بیان، معرفی کرد؛ بیشتر بابیان به او باورمند شده و بهائی نامیده شدند؛ با این حال، گروه اندکی که به پیروی از میرزا یحیی نوری (معروف به صبح ازل) بابی ماندند، ازلی نام گرفتند. ازلیان با پنهان کردن هویت دینی خود، عملاً در جامعه اسلامی، حل شدند. به اعتقاد بالیوزی گروه کوچک سومی نیز وجود داشت که از بهاءالله یا میرزا یحیی پیروی نکردند، غیرفعال و کناره‌گیر بودند و خود را بیانی می‌نامیدند.

## میراث

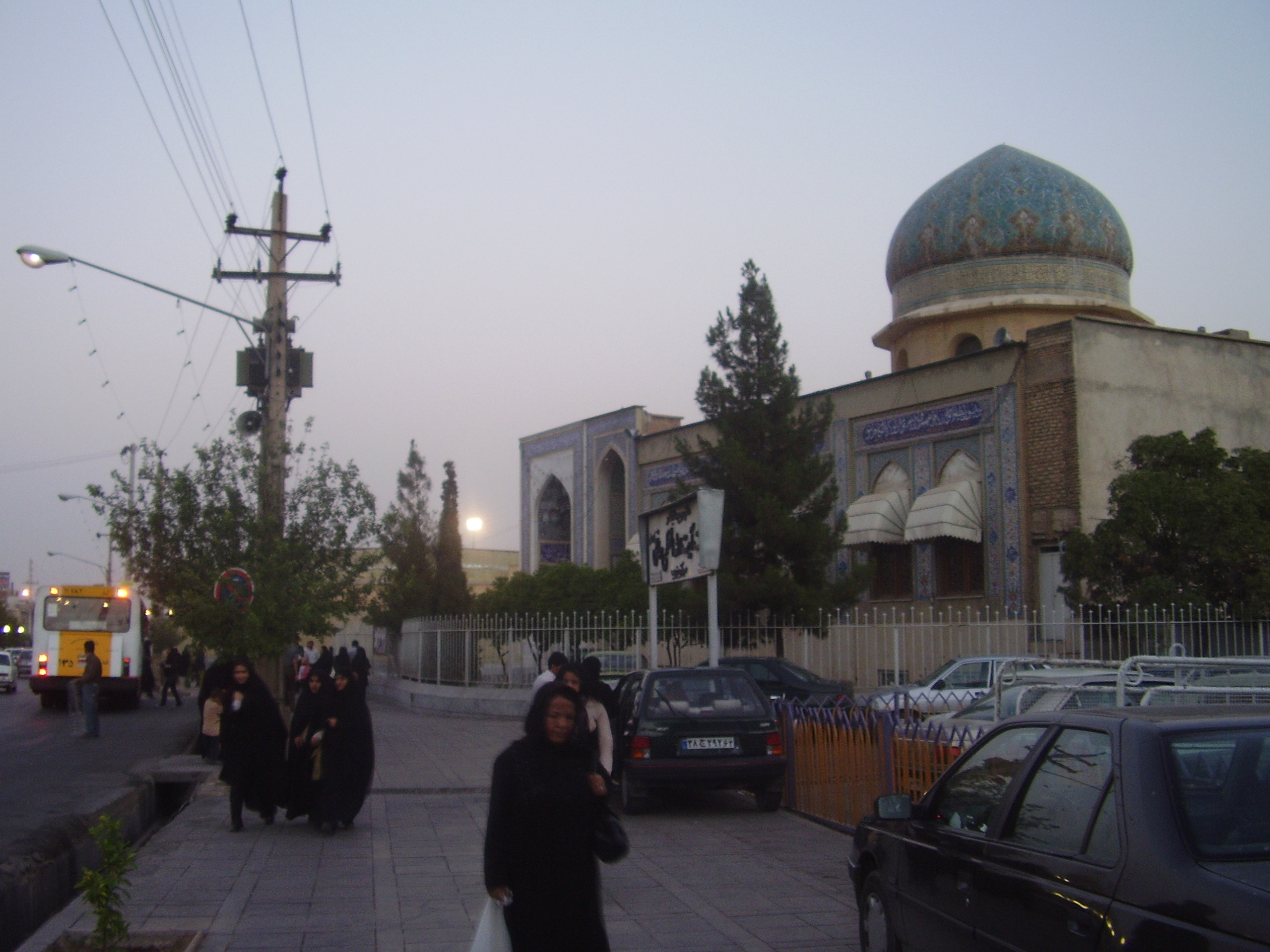
مسجد بیت‌المهدی که در محل قبلی منزل سید علی‌محمد باب در شیراز ساخته شده‌است.

بعد از تیرباران سید علی‌محمد باب و یکی از پیروانش، پیکر آنها که با طناب آویزان شده بود تا غروب آفتاب در سبزه‌میدان تبریز باقی ماند و بعد از گرداندن در کوچه و بازار در خندق خارج از دروازه شهر افکنده شد تا خوراک سگ‌های ولگرد شود. اما بابی‌ها شبانه بقایا را ربودند و در صندوقی نگهداری و پنهان کردند. بعد از دهه‌ها جابجایی پنهانی، این اجساد در سال ۱۹۱۵ در حیفا، واقع در اسرائیل، به خاک سپرده شد.
خانهٔ باب، از زیارت‌گاه‌های بهائی در سال ۱۳۵۸ در شیراز تخریب شد.